# Teishin
Teishin (貞心, née Okumura Masu, 1798-1872) est une moniale bouddhiste zen et une poétesse japonaise. Amie proche de l'ermite et poète Ryōkan, elle entretient avec lui une relation épistolaire poétique. Après le décès de son ami, elle compile plusieurs de ses œuvres ainsi que leur correspondance poétique au sein du recueil La rosée d'un lotus.

## Biographie
Née Okumura Masu en 1798, elle épouse un médecin à l'âge de seize ou dix-sept ans. A seulement 21 ans, elle devient veuve et se fait ordonner nonne zen l'année suivante, en 1820; elle prend alors le nom de Teishin.
En 1827, elle rencontre l'ermite zen Ryōkan dont elle admire l’œuvre poétique. Une amitié se noue entre les deux religieux, initiant une correspondance sous forme de poèmes. Lorsque son ami est affaibli et vit ses derniers jours, Teishin reste à ses côtés. Alors qu'elle se lamente sur leur séparation prochaine par des vers :
Loin de cette vie

Mortelle étroite

On a beau faire sa demeure

Il est d'inévitables séparations 

Ô tristesse
Ryōkan lui répond par ce haïku :
Montrant son envers

Aussi bien que son endroit

La feuille qui tombe
Ryōkan meurt en 1831, âgé de soixante-treize ans. En hommage à son ami, Teishin recherche et compile ses poèmes, y ajoute leur correspondance poétique, publiant en 1835 le recueil La rosée d'un lotus (Hachisu no tsuyu).
Teishin décède en 1872, à soixante-quatorze ans. Elle laisse un recueil comprenant un peu plus de 550 poèmes, intitulé Moshihogusa (Algues salinières).
Son tercet testamentaire (japonais jisei no ku), est le même que celui qui termine La Rosée d'un lotus et qui était initialement adressé à son ami poète :
Venant semble-t-il

Autant qu'elles s'en retournent

Les vagues du large

## Publications
- Hachisu no tsuyu (La rosée d'un lotus)
- Moshihogusa (Algues salinières)

### Traduction
- (ja) + (fr) La Rosée d'un lotus (trad. Alain-Louis Colas), Paris, Gallimard, coll. « Connaissance de l'Orient » n° 104, 2002, 236 p.